# Руис Аренас, Хосе Октавио
Хосе Октавио Руис Аренас (исп. José Octavio Ruiz Arenas; род. 21 декабря 1944, Богота, Колумбия) — колумбийский прелат. Титулярный епископ Тройны и вспомогательный епископ Боготы с 8 февраля 1996 по 16 июля 2002. Епископ Вильявисенсио с 16 июля 2002 по 3 июля 2004. Архиепископ Вильявисенсио с 3 июля 2004 по 31 мая 2007. Вице-председатель Папской Комиссии по Латинской Америке с 31 мая 2007 по 13 мая 2011. Секретарь Папского Совета по содействию новой евангелизации с 13 мая 2011 по 2 сентября 2020.